# Kiscsepcsény
Kiscsepcsény (szlovákul Malý Čepčín) község Szlovákiában, a Zsolnai kerületben, a Stubnyafürdői járásban.

## Fekvése
Turócszentmártontól 25 km-re délnyugatra fekszik.

## Története
A község területén a 8. században is volt már település. Határában valószínűleg szláv előkelő sírját tárta fel Groó Vilmos 1872-ben a Homôlka halmon. 1936-ban Vojtech Budinský-Krička végzett a helyszínen hitelesítő ásatást.
A mai település első fennmaradt írásos említése 1254-ből származik „Kus Moys”, „Kysmayus”. Először Kismosócként szerepel, mai nevét a 14. században kapta. 1350-ben Kysmayus-i Ivanka fia János királyi embert említik. 1351-ben „Chepcsin”, 1364-ben „Kysmoych”, „Kysmoyus”, 1398-ban „Kis Moys vulgo Kis Csepcsin”, 1554-ben „Kyscsepcsyn” néven szerepel a forrásokban. Namszlav fia János birtoka, majd ivánkai nemeseké, később a Csepcsényieké. 1785-ben 20 házában 120 lakos élt.
A 18. század végén Vályi András így ír róla: „Kis Csepcsény. Tót falu Túrótz Vármegyében, földes Urai Csepcsényi Urak, lakosai katolikusok, fekszik Szent Mihályhoz közel, mellynek filiája, Ivántsától sem meszsze, ’s Jezernitze patakja hasíttya, melly kedves ízű halakkal, bővségesen kedveskedik lakosainak. Határja jó termékenységű, vagyonnyai külömbfélék.”
1828-ban 27 háza és 153 lakosa volt, akik főként mezőgazdasággal foglalkoztak.
Fényes Elek 1851-ben kiadott geográfiai szótárában így ír a faluról: „Kis-Csepcsény, tót falu, Thurócz vmgyében, 56 kth., 96 evang. lak., az itt elfolyó Zsarnovicza patakjában sok halat fognak. F. u. Csepcsényi család.”
A trianoni diktátumig Turóc vármegye Stubnyafürdői járásához tartozott.

## Népessége
| Év:            | 1994. | 2004.   | 2014.   | 2024.   |
| -------------- | ----- | ------- | ------- | ------- |
| Emberek száma: | 527   | 519     | 535     | 545     |
| Eltérés:       |       | -1,51 % | +3,08 % | +1,86 % |

| Év:            | 2023. | 2024.   |
| -------------- | ----- | ------- |
| Emberek száma: | 543   | 545     |
| Eltérés:       |       | +0,36 % |

1910-ben 230, túlnyomórészt szlovák anyanyelvű lakosa volt.
2001-ben 520 lakosából 509 szlovák volt.
2011-ben 520 lakosából 476 szlovák.

## Nevezetességei
- Nemesi kúria a 19. század első feléből.

## Külső hivatkozások
- Községinfó
- Kiscsepcsény Szlovákia térképén
- A község a Turóci régió honlapján
- E-obce.sk Archiválva 2008. szeptember 16-i dátummal a Wayback Machine-ben